# Хоторн (Флорида)
Хоторн (енгл. Hawthorne) град је у америчкој савезној држави Флорида. По попису становништва из 2010. у њему је живело 1.417 становника.

## Демографија
Према попису становништва из 2010. у граду је живело 1.417 становника, што је 2 (0,1%) становника више него 2000. године.
| Група             | 2000.       | 2010.       |
| Белци             | 700 (49,5%) | 724 (51,1%) |
| Афроамериканци    | 680 (48,1%) | 641 (45,2%) |
| Азијати           | 1 (0,1%)    | 4 (0,3%)    |
| Хиспаноамериканци | 20 (1,4%)   | 29 (2,0%)   |
| Укупно            | 1.415       | 1.417       |